# John McCarthy (arbitre)
Pour les articles homonymes, voir John MacCarthy (homonymie) et Mac Carthy.
« Big » John Michael McCarthy, (né le 12 octobre 1962), est l'ancien principal arbitre de l'Ultimate Fighting Championship, un officier de police de Los Angeles et un instructeur en self defense à l'académie de police de Los Angeles. Il est connu comme étant l'une des personnalités de l'UFC, ayant arbitré presque tous les matchs entre l'UFC 2 et l'UFC 231. 
Il a également été consultant pour la télévision lors des évènements de l'UFC pour The Fight Network, ou lors du premier évènement Affliction: Banned.